# 라멘 가게

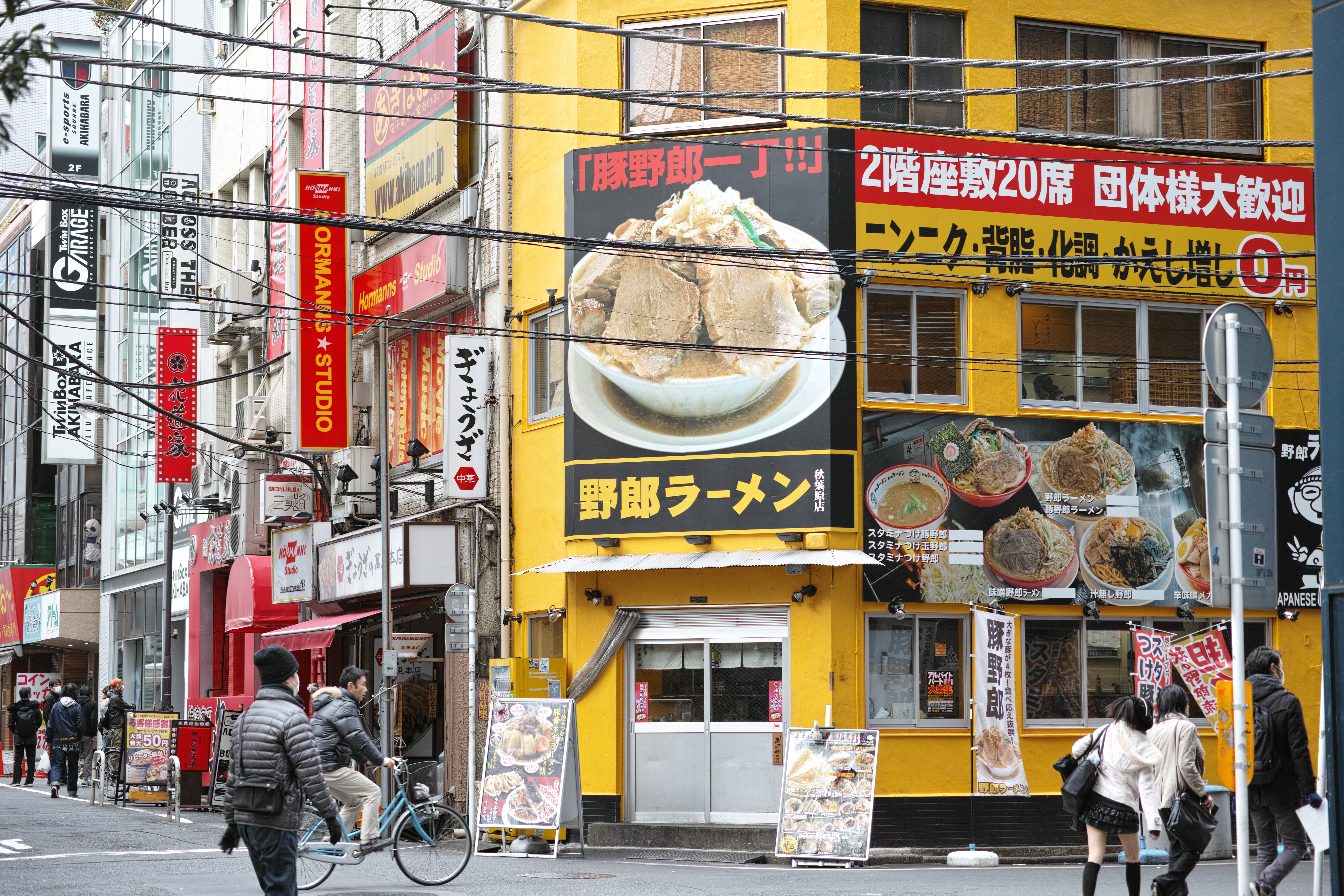
일본 도쿄도 아키하바라의 라멘 가게

라멘 가게는 국물에 담긴 밀가루 일본 국수인 라멘 요리를 전문으로 하는 음식점이다. 일본에서 라멘 가게는 매우 흔하고 인기가 많으며, 때로는 라멘야 (ラーメン屋) 또는 라멘텐 (ラーメン店)이라고도 불린다. 일부 라멘 가게는 즉석 요리 방식으로 운영되는 반면, 다른 가게는 손님에게 좌석 서비스를 제공한다. 일본에는 10,000개가 넘는 라멘 가게가 있다. 최근에는 시카고, 로스앤젤레스, 뉴욕 등 미국 일부 도시에서 라멘 가게가 급증했다.

## 개요

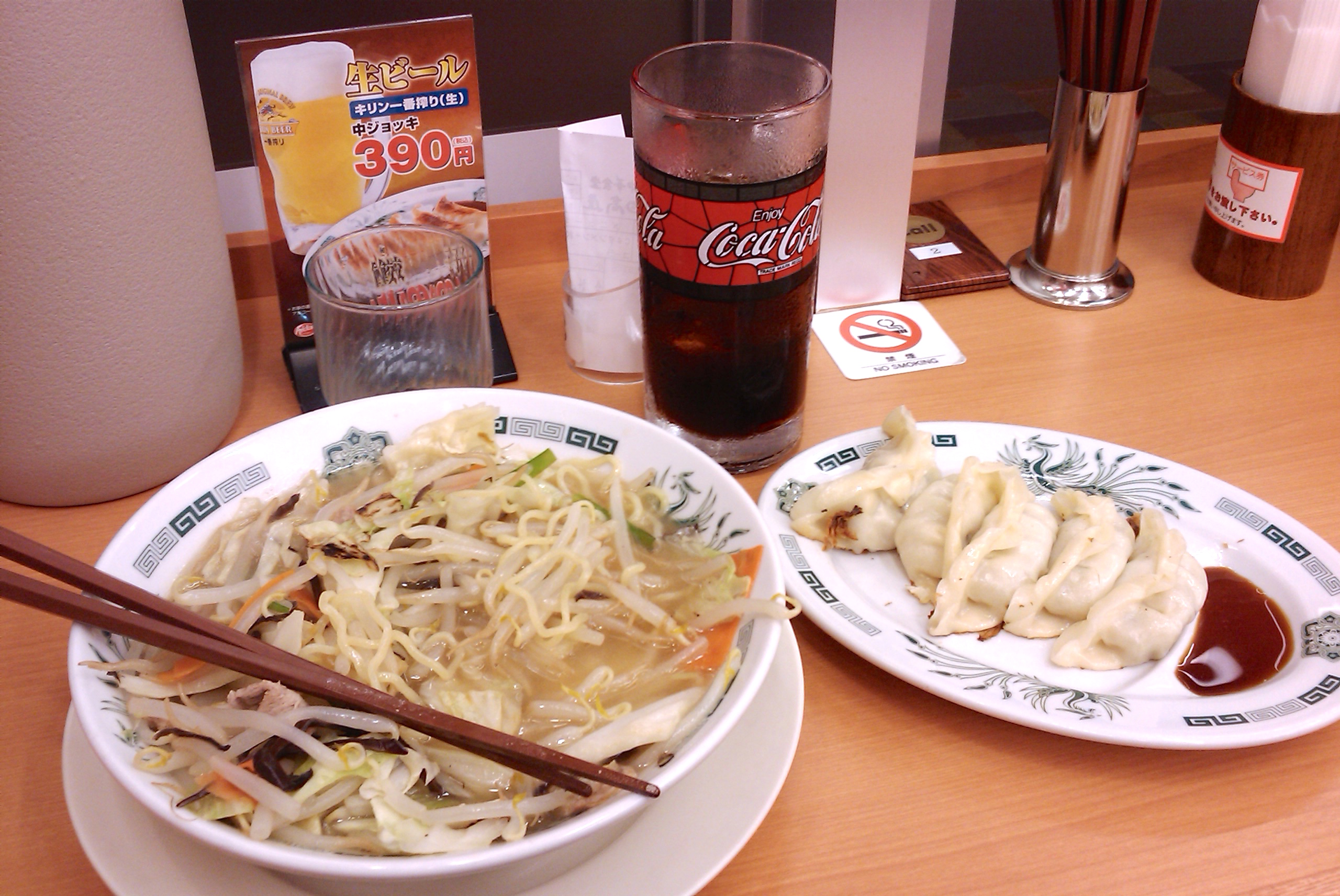
일본 라멘 가게에서 교자와 함께 나온 라멘 요리

라멘 가게는 일반적으로 라멘 요리를 전문으로 하며, 교자와 같은 다른 음식도 제공할 수 있다. 일본에서 라멘 가게는 때때로 라멘야 또는 라멘텐이라고 불린다. 일부 라멘 가게는 국, 육수, 라멘 면을 포함한 모든 음식을 "처음부터" 직접 준비하는 반면, 다른 가게는 미리 포장된 조리된 면과 기타 조리된 재료를 사용한다. 2016년 기준으로 일본에는 10,000개가 넘는 라멘 가게가 존재한다.
라멘 요리는 일본에서 매우 인기가 많고 일본 요리의 중요한 부분이며, 라멘 가게는 전국적으로 매우 흔하고 인기가 많다. 일본에서는 라멘 가게, 그들의 음식, 최고의 가게 찾기, 지역 특산품에 대한 텔레비전 프로그램이 인기가 많다. 1990년대 일본에서는 기업 구조조정으로 인해 고용 해고 및 감원이 증가했으며, 이 시기에 해고 및 감원을 상쇄하기 위한 수단으로 수입을 창출하고 자영업자가 되기 위한 라멘 가게 창업에 대한 기사가 여러 잡지에 실렸다.
미국에서는 여러 도시와 주에 라멘 가게가 있으며, 최근에는 뉴욕시, 시카고, 로스앤젤레스와 같은 도시에서 급증했다.

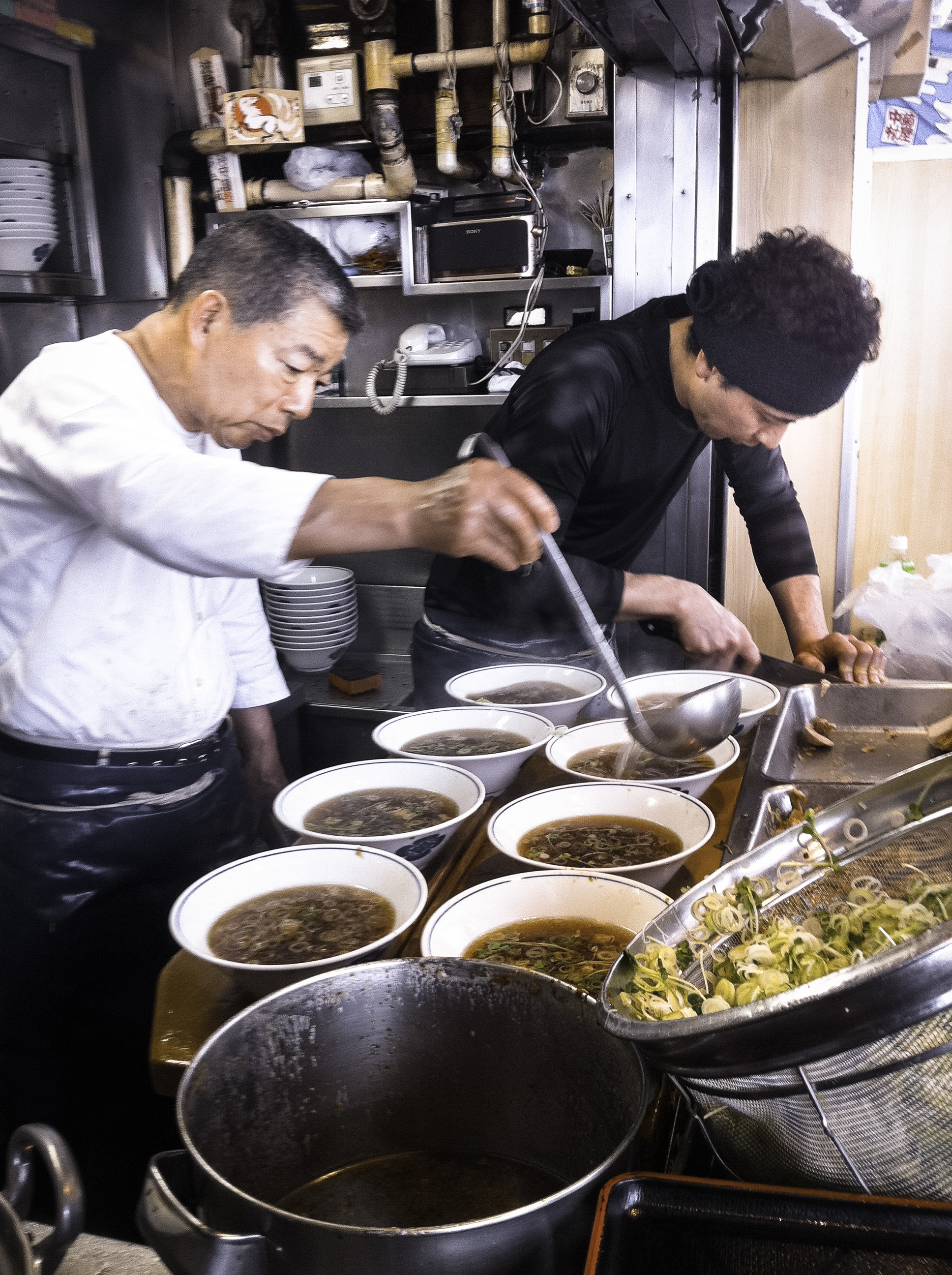
도쿄의 한 라멘 가게에서 라멘 요리를 준비하는 요리사들

일본 라멘 가게는 라멘 요리를 전문으로 하며 일본 전역에 존재한다. 많은 라멘 식당은 좌석이 제한되어 있으며, 일부는 손님이 식사할 수 있는 의자가 있는 바만 있다. 일부 라멘 가게에서는 손님들이 가게 앞에 있는 티켓 기계에서 주문하고 결제한 다음 음식을 기다린다. 좌석이 생기면 손님들은 서버에게 티켓을 주고 음식을 기다린다. 이 시스템은 줄을 신속하게 움직이는 데 도움이 될 수 있다. 다른 라멘 가게는 손님에게 메뉴가 제공되고 서버에게 음식을 주문하는 좌석 서비스를 제공한다.

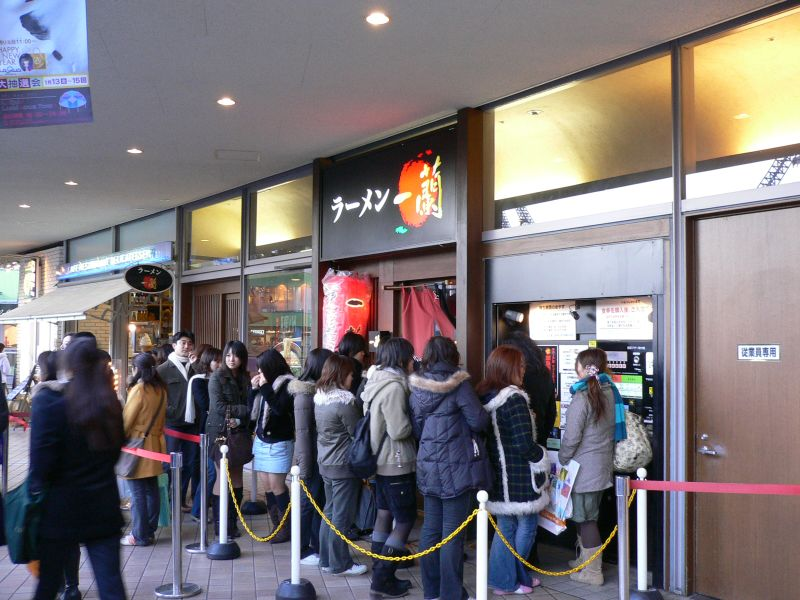
도쿄 돔 시티의 라멘 가게에 줄 서 있는 손님들

## 주목할 만한 라멘 가게

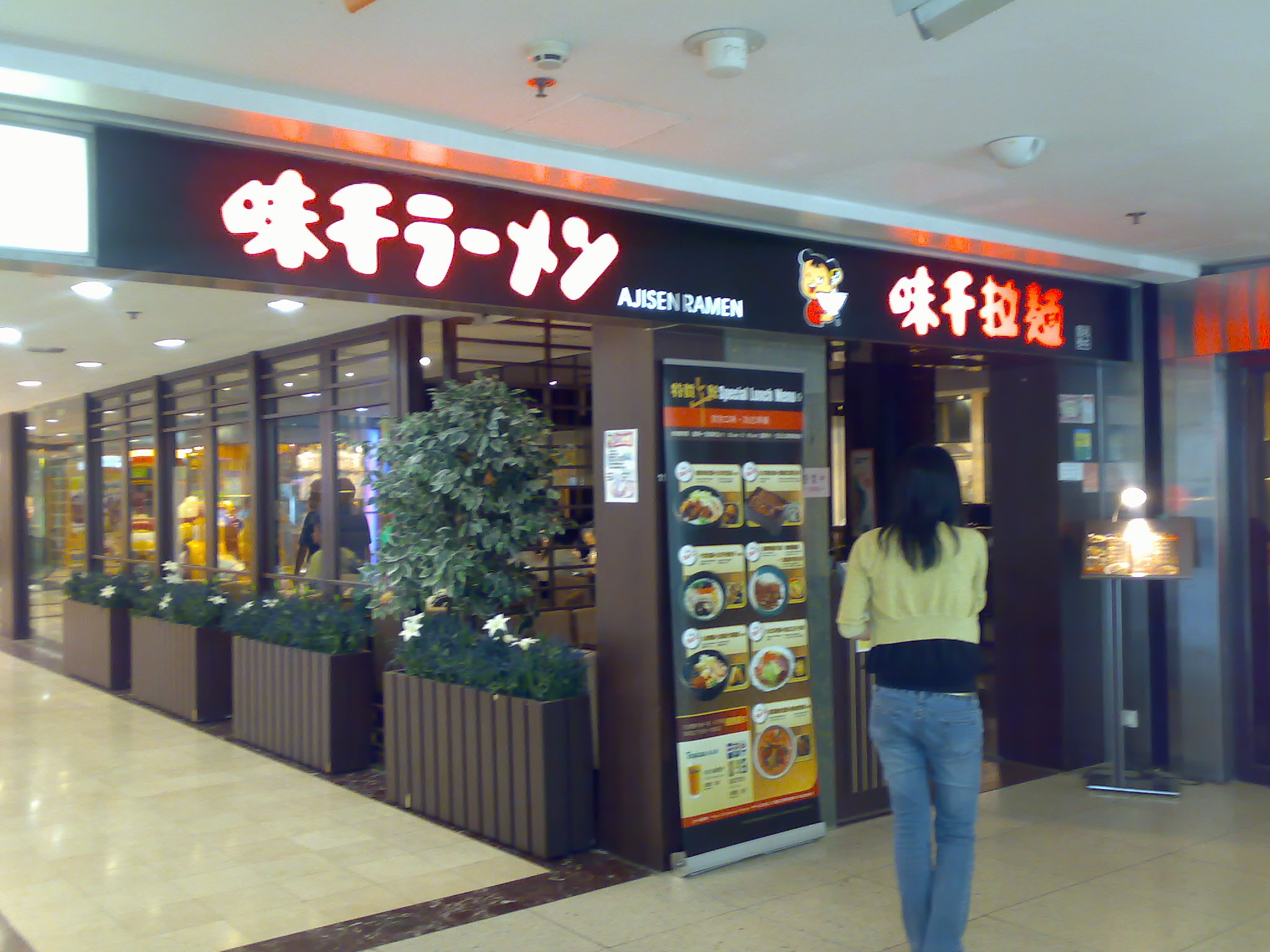
삼서이보 드래곤 센터에 있는 아지센 라멘 식당 (홍콩)

다음은 주목할 만한 라멘 가게 및 식당 목록이다.
- 아지센 라멘 - 일본 라멘 요리를 판매하는 패스트푸드 레스토랑 체인으로, 700개 이상의 매장을 보유하고 있다.[11]
- 복서 라멘, 미국 오리건주 포틀랜드
- Hokkaido Ramen Santouka(일본어판) – 일본 라멘 레스토랑 체인
- 이치란은 후쿠오카시에서 시작하여 본사를 둔 일본 레스토랑 체인이다.[12] 이 체인은 특히 돈코쓰라멘을 전문으로 한다.[12]
- 잇푸도 - 돈코쓰 라멘으로 유명한 일본 라멘 레스토랑 체인으로, "일본에서 가장 유명한 돈코쓰 라멘 가게"로 묘사되었다.[5]
- 이반 라멘 - 뉴욕시에 두 곳의 지점이 있는 라멘 식당[13]
- 진야 라멘 바 - 캘리포니아주 로스앤젤레스에 본사를 둔 레스토랑 체인[14]
- 무텟포 - 일본 라멘 면 레스토랑 체인
- 라멘 지로 - 일본 라멘 레스토랑 체인
- 라멘 스트리트 - 도쿄역 야에스 쪽 지하 쇼핑몰에 있는 지역으로, 라멘 요리를 전문으로 하는 8개의 레스토랑이 있다.[15][16][17][18]
- 텐카이핀 - 라멘 면을 전문으로 하는 일본 레스토랑 체인
- 유메 오 카타레 - 매사추세츠주 케임브리지에 있는 라멘 가게로, 식사 후 식사를 마친 손님들이 자신의 꿈과 포부를 다른 손님들과 공유하도록 권장한다.
- 란저우 누들 - 태국에 있는 중국 라멘 가게 체인으로, 본사는 방콕의 후아이 쾅에 있다. 이 체인은 24시간 운영된다.[19]

라멘 가게 음식
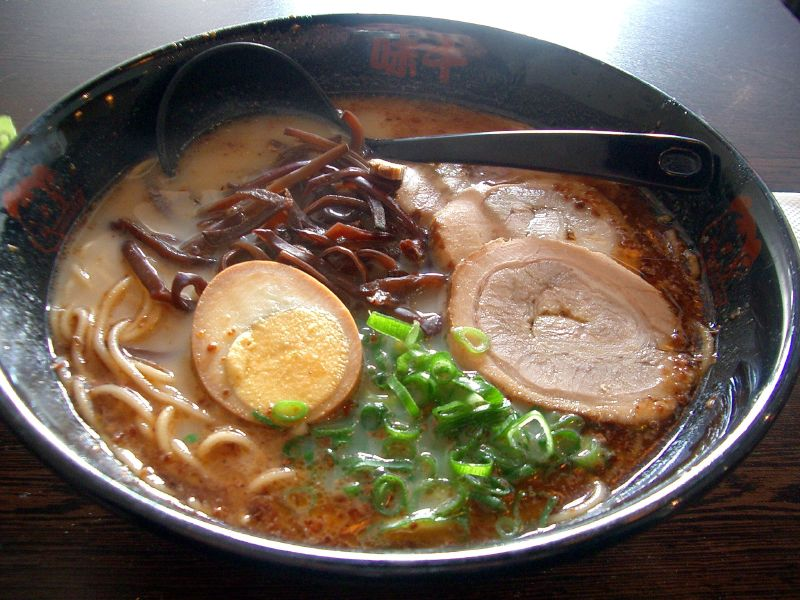
호주 멜버른의 아지센 라멘 가게의 라멘 요리
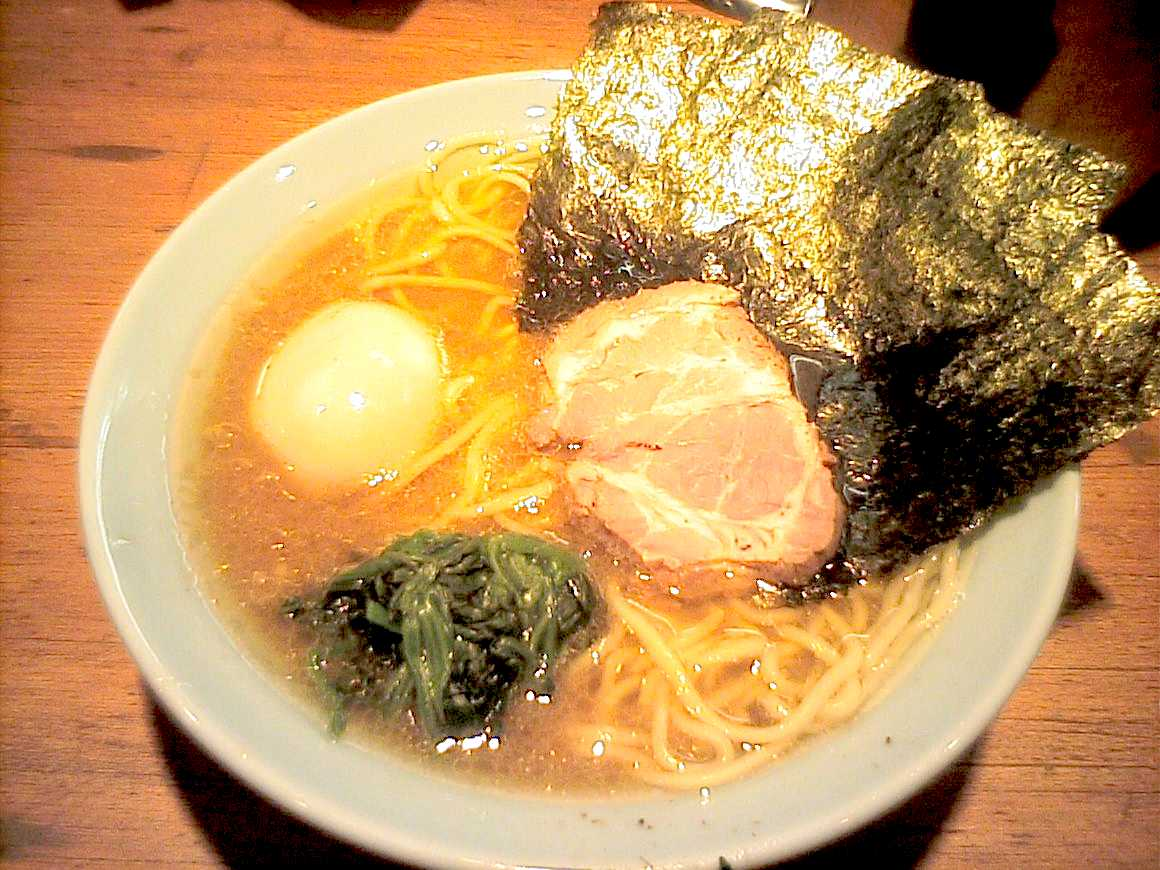
이에케 라멘 식당의 라멘 요리

## 대중문화에서
- 일본 영화 담뽀뽀는 등장인물들이 일본 최고의 국수 가게를 만들려는 시도에서 어려움을 겪는다는 전제를 다룬다.[7]
- 영화 블레이드 러너에는 주연이 미래의 로스앤젤레스 야외 좌석 가게에서 라멘을 대접받는 장면이 있다.
- 나루토 만화 및 애니메이션 시리즈에서 실제 라멘 식당을 바탕으로 한 이치라쿠 라멘이라는 유명한 라멘 가게는 주인공 우즈마키 나루토가 가장 좋아하는 식사 장소이다.

## 같이 보기
- 이자카야
- 국수 음식점 목록
- 일본 음식점 목록
- 모모후쿠 안도 인스턴트 라멘 박물관
- 국물국수
- 신요코하마 라멘 박물관
- 야타이 - 일본에서 일반적으로 라멘과 기타 음식을 파는 음식 가판대

## 참고
1. ↑  "라멘은 라멘야에서 제공됩니다. 라멘야는 오직 그 요리만 준비하는 가게입니다... 손님들은 유명한 라멘야 앞에 줄을 서서 차례를 기다립니다."[9]